# Civilization Phaze III
A Civilization Phaze III Frank Zappa nagyrészt Synclavierrel készült dupla albuma. Ez volt az utolsó olyan munkája, amit még életében be tudott fejezni, a Zappa Family Trust 1994 decemberében jelentette meg Barking Pumpkin Records címke alatt – a lemez 63. a hivatalos diszkográfiában.

## A lemezről
A lemez elvileg egy kétfelvonásos, összefüggő színpadi mű lenne, Zappa a kísérőfüzetben le is írja az egyes darabok alatti és közötti történéseket. Ő maga „opera-pantomimként” jelölte meg a darab műfaját, ami szorosan kapcsolódik az 1967-es Lumpy Gravyhez, ahogy azt a lemez fülszövegében meg is említi:
1967-ben körülbelül négy hónapot töltöttünk különböző projektek felvételeivel („Uncle Meat”, „We’re Only in It for the Money”, „Cruising with Ruben & the Jets”, „Lumpy Gravy”) a New York-i APOSTOLIC stúdióban (53 E. 10. st.). Egy nap egy hirtelen ötlettől indíttatva egy pár U-87-es mikrofont raktam a zongorába, letakartam őket egy nehéz drapériával, a pedálra homokzsákot tettem, és meginvitáltam bárki arra járót, hogy fejét a zongorába dugva szabadon száguldozzon a stúdió mikrofonján keresztül általam bedobott témák körül. (…)
A cselekmény folyamatosságát véletlenszerűen kiválasztott szavak, kifejezések, fogalmak szabályozott rotációja biztosítja, ezek többek között (de nem kizárólag): motorok, disznók, pónik, sötét víz, nacionalizmus, füst, zene, sör, és a személyes elszigeteltség számos formája.
A ’67-es párbeszédeket 1991-ben, hasonló módon felvett szövegfoszlányok tarkítják, ezek a dialógusrészek kötik össze a zenei részeket. A zene maga nagyrészt synclavierral készült, az alapanyag azonban sok esetben az Ensemble Modern játéka volt (az „Amnerika”, például). A korszerűbb technikának köszönhetően itt Zappa sokkal természetesebb hangzást tudott elérni, mint a Jazz from Hell esetében.